# Обаров
Обаров (укр. Обарів) — село в Городокской сельской общине Ровненского района Ровненской области Украины.
Население по переписи 2001 года составляло 2927 человек. Почтовый индекс — 35307. Телефонный код — 362. Код КОАТУУ — 5624687401.